# Mesogobio tumenensis
Mesogobio tumenensis är en fiskart som beskrevs av Chang, 1980. Mesogobio tumenensis ingår i släktet Mesogobio och familjen karpfiskar. Inga underarter finns listade i Catalogue of Life.